# Portland Timbers (MLS)
A Portland Timbers egy amerikai labdarúgócsapat, amelynek székhelye az Oregon állambeli Portland városában található. A klubot 2009. március 20-án alapították és az észak-amerikai első osztályban, a Major League Soccer-ben szerepel. Hazai mérkőzéseit a 25 218 néző befogadására alkalmas Providence Parkban játssza.

## Története
2007 májusában a Merritt Paulson vezette csoport megvásárolta a Portland Beavers és a USL Timbers csapatát, így létrejött a Portland Timbers.
2011. március 19-én játszotta az első mérkőzését a Timbers az MLS-ben a Colorado Rapids ellen 3-1 arányban elvesztett meccsen. A Timbers első MLS-ben szerzett gólját Kenny Cooper szerezte.

## Játékoskeret
2023. április 29. szerint.
| #  |     | Poszt | Név               |
| -- | --- | ----- | ----------------- |
| 1  | USA | K     | David Bingham     |
| 5  | ARG | V     | Claudio Bravo     |
| 7  | CIV | CS    | Franck Boli       |
| 9  | CHI | CS    | Felipe Mora       |
| 10 | ARG | KP    | Sebastián Blanco  |
| 11 | POL | CS    | Jarosław Niezgoda |
| 13 | CRO | V     | Dario Župarić     |
| 14 | USA | V     | Justin Rasmussen  |
| 15 | USA | V     | Eric Miller       |
| 16 | USA | CS    | Diego Gutierrez   |
| 17 | USA | CS    | Tega Ikoba        |
| 18 | CAN | V     | Zac McGraw        |
| 19 | USA | KP    | Eryk Williamson   |
| 20 | BRA | KP    | Evander           |

| #  |           | Poszt | Név                 |
| -- | --------- | ----- | ------------------- |
| 21 | COL       | KP    | Diego Chará         |
| 22 | PAR       | KP    | Cristhian Paredes   |
| 23 | COL       | CS    | Yimmi Chará         |
| 24 | ARG       | KP    | David Ayala         |
| 26 | USA       | K     | Hunter Sulte        |
| 27 | COL       | CS    | Dairon Asprilla     |
| 28 | VEN       | V     | Pablo Bonilla       |
| 29 | COL       | V     | Juan David Mosquera |
| 30 | COL       | KP    | Santiago Moreno     |
| 31 | SLO       | K     | Aljaž Ivačič        |
| 33 | Kongói DK | V     | Larrys Mabiala      |
| 44 | CRC       | KP    | Marvin Loría        |
| 92 | GER       | KP    | Noel Caliskan       |
| 99 | BRA       | CS    | Nathan Fogaça       |

## Sikerlista
- MLS
  - Bajnok (1): 2015
  - Ezüstérmes (2): 2018, 2021

- CONCACAF-bajnokok ligája
  - Negyeddöntő (1): 2021

## Statisztika

### Rekordok
2015. április 5. szerint.
| Mérkőzések | Mérkőzések  | Mérkőzések         | Mérkőzések | Mérkőzések | Mérkőzések | Mérkőzések | Mérkőzések | Mérkőzések | Mérkőzések | Mérkőzések |
| #          | Pos.        | Név                | Nemzetiség | Évek       | MLS        | USOC       | Rájátszás  | CCL        | Összesen   |            |
| ---------- | ----------- | ------------------ | ---------- | ---------- | ---------- | ---------- | ---------- | ---------- | ---------- | ---------- |
| 1          | Csatár      | Darlington Nagbe   | LBR        | 2011–      | 132        | 6          | 4          | 2          | 144        |            |
| 2          | Középpályás | Diego Chara        | COL        | 2011–      | 122        | 4          | 4          | -          | 130        |            |
| 3          | Középpályás | Jack Jewsbury      | USA        | 2011–      | 112        | 6          | 4          | 3          | 125        |            |
| 4          | Középpályás | Kalif Alhassan     | GHA        | 2011–2014  | 93         | 6          | 4          | 3          | 106        |            |
| 5          | Csatár      | Rodney Wallace     | CRC        | 2011–      | 93         | 4          | 4          | 4          | 105        |            |
| 6          | Kapus       | Donovan Ricketts   | JAM        | 2012–2014  | 73         | 3          | 4          | -          | 80         |            |
| 7          | Középpályás | Diego Valeri       | ARG        | 2013–      | 63         | 4          | 4          | 1          | 72         |            |
| 8          | Hátvéd      | Michael Harrington | USA        | 2013–2014  | 58         | 6          | 4          | 3          | 71         |            |
| 9          | Hátvéd      | Futty Danso        | GMB        | 2011–2014  | 60         | 2          | 4          | -          | 66         |            |
| 9          | Középpályás | Will Johnson       | CAN        | 2013–      | 56         | 5          | 4          | 1          | 66         |            |

| Gólok | Gólok       | Gólok              | Gólok      | Gólok | Gólok | Gólok | Gólok     | Gólok | Gólok    | Gólok |
| #     | Pos.        | Név                | Nemzetiség | Évek  | MLS   | USOC  | Rájátszás | CCL   | Összesen |       |
| ----- | ----------- | ------------------ | ---------- | ----- | ----- | ----- | --------- | ----- | -------- | ----- |
| 1     | Középpályás | Diego Valeri       | ARG        | 2013– | 21    | 2     | 1         | -     | 24       |       |
| 2     | Csatár      | Darlington Nagbe   | LBR        | 2011– | 18    | 2     | 1         | -     | 21       |       |
| 3     | Középpályás | Will Johnson       | CAN        | 2013– | 16    | 1     | 2         | -     | 19       |       |
| 4     | Csatár      | Rodney Wallace     | CRC        | 2011– | 15    | -     | -         | -     | 15       |       |
| 4     | Csatár      | Maximiliano Urruti | ARG        | 2013– | 12    | -     | -         | 3     | 15       |       |
| 6     | Csatár      | Fanendo Adi        | NGR        | 2014– | 12    | -     | -         | 2     | 14       |       |
| 7     | Középpályás | Jack Jewsbury      | USA        | 2011– | 10    | 1     | -         | 1     | 12       |       |
| 7     | Csatár      | Gaston Fernandez   | ARG        | 2014– | 7     | 4     | -         | 1     | 12       |       |
| 9     | Csatár      | Ryan Johnson       | JAM        | 2013  | 9     | -     | 1         | -     | 10       |       |
| 10    | Csatár      | Kenny Cooper       | USA        | 2011  | 8     | -     | -         | -     | 8        |       |

## Vezetőedzők
| Név                         | Évek                                 |
| --------------------------- | ------------------------------------ |
| John Spencer                | 2010. december 1. – 2012. július 9.  |
| Gavin Wilkinson (megbízott) | 2012. július 9. – 2012. október 28.  |
| Caleb Porter                | 2013. január 8. – 2017. november 17. |
| Giovanni Savarese           | 2017. december 18. – jelenleg is     |